# Vasco Lopes
Vasco Rafael Fortes Lopes, noto semplicemente come Vasco Lopes (Portalegre, 2 settembre 1999), è un calciatore portoghese naturalizzato capoverdiano, attaccante dell'AVS e della nazionale capoverdiana.

## Caratteristiche tecniche
È un'ala destra.

## Carriera

### Nazionale
Il 26 marzo 2021 debutta con la nazionale capoverdiana in occasione del match di qualificazione per la Coppa d'Africa 2022 vinto 3-1 contro il Camerun.

## Statistiche
Statistiche aggiornate al 3 settembre 2021.

### Presenze e reti nei club
| Stagione        | Squadra         | Campionato      | Campionato | Campionato | Coppe nazionali | Coppe nazionali | Coppe nazionali | Coppe continentali | Coppe continentali | Coppe continentali | Altre coppe | Altre coppe | Altre coppe | Totale | Totale | Totale |
| Stagione        | Squadra         | Comp            | Pres       | Reti       | Comp            | Pres            | Reti            | Comp               | Pres               | Reti               | Comp        | Pres        | Reti        | Pres   | Reti   |        |
| --------------- | --------------- | --------------- | ---------- | ---------- | --------------- | --------------- | --------------- | ------------------ | ------------------ | ------------------ | ----------- | ----------- | ----------- | ------ | ------ | ------ |
| 2018-2019       | Gafanha         | CdP             | 17         | 2          | CP              | 0               | 0               |                    | -                  | -                  |             | -           | -           | 17     | 2      |        |
| 2019-gen. 2020  | Vizela          | CdP             | 2          | 0          | CP              | 0               | 0               |                    | -                  | -                  |             | -           | -           | 2      | 0      |        |
| gen.-giu.2020   | Mirandela       | CdP             | 7          | 1          | CP              | 0               | 0               |                    | -                  | -                  |             | -           | -           | 7      | 1      |        |
| 2020-2021       | União Santarém  | CdP             | 24         | 9          | CP              | 0               | 0               |                    | -                  | -                  |             | -           | -           | 24     | 9      |        |
| 2021-2022       | Farense         | LdH             | 4          | 0          | CP+CdL          | 0+2             | 0               |                    | -                  | -                  |             | -           | -           | 6      | 0      |        |
| Totale carriera | Totale carriera | Totale carriera | 54         | 12         |                 | 2               | 0               |                    | -                  | -                  |             | -           | -           | 56     | 12     |        |

### Cronologia presenze e reti in nazionale
| Cronologia completa delle presenze e delle reti in nazionale ― Capo Verde | Cronologia completa delle presenze e delle reti in nazionale ― Capo Verde | Cronologia completa delle presenze e delle reti in nazionale ― Capo Verde | Cronologia completa delle presenze e delle reti in nazionale ― Capo Verde | Cronologia completa delle presenze e delle reti in nazionale ― Capo Verde | Cronologia completa delle presenze e delle reti in nazionale ― Capo Verde | Cronologia completa delle presenze e delle reti in nazionale ― Capo Verde | Cronologia completa delle presenze e delle reti in nazionale ― Capo Verde |
| Data                                                                      | Città                                                                     | In casa                                                                   | Risultato                                                                 | Ospiti                                                                    | Competizione                                                              | Reti                                                                      | Note                                                                      |
| ------------------------------------------------------------------------- | ------------------------------------------------------------------------- | ------------------------------------------------------------------------- | ------------------------------------------------------------------------- | ------------------------------------------------------------------------- | ------------------------------------------------------------------------- | ------------------------------------------------------------------------- | ------------------------------------------------------------------------- |
| 26-3-2021                                                                 | Praia                                                                     | Capo Verde                                                                | 3 – 1                                                                     | Camerun                                                                   | Qual. Coppa d'Africa 2021                                                 | -                                                                         | 90+1’                                                                     |
| Totale                                                                    |                                                                           | Presenze                                                                  | 1                                                                         |                                                                           | Reti                                                                      | 0                                                                         |                                                                           |